# Rolf Reichardt
Rolf Reichardt (* 16. Juli 1940 in Kassel) ist ein deutscher Neuzeithistoriker, Romanist und wissenschaftlicher Bibliothekar an der Universitätsbibliothek Mainz.
Reichardt studierte ab 1961 Geschichte, Romanistik und Politikwissenschaft an den Universitäten Marburg, Dijon, Paris und Heidelberg, wo er 1969 in Geschichte promoviert wurde (Dissertation: Reform und Revolution bei Condorcet. Ein Beitrag zur späten Aufklärung in Frankreich). Außerdem absolvierte er eine Ausbildung zum Fachbibliothekar und war ab 1971 Fachreferent im wissenschaftlichen Dienst der Universitätsbibliothek Mainz. Er organisierte dort einen von der Deutschen Forschungsgemeinschaft unterstützten Sammelschwerpunkt zur Frankreich-Forschung. Kultur, Gesellschaft, Regionen. Außerdem organisierte er Ausstellungen über die Bildpublizistik der französischen Revolution (1989), über französische Pressekarikaturen (1992) und über Georg Forster (1994). Mit Eberhard Schmitt organisierte er 1979 eine internationale Konferenz zur Französischen Revolution in Bamberg.
Von 1996 bis 1999 hatte er Lehraufträge an der Justus-Liebig-Universität Gießen, an der er seit 1999 Honorarprofessor ist. 1987 war er Gastdozent am Maison des Sciences de l’Homme in Paris.
Ein Forschungsschwerpunkt von Reichardt ist die Französische Revolution, insbesondere unter den Aspekten Kultur- und Mediengeschichte, Bildpublizistik und historische Semantik und der zeitgenössischen Rezeption in Deutschland. Seit 2008 leitet er das DFG Projekt Lexikon der Revolutions-Ikonographie.
1992 erhielt er den Orden der Palmes académiques und 2000 den Gay-Lussac-Humboldt-Preis.

## Schriften (Auswahl)
- Reform und Revolution bei Condorcet. Ein Beitrag zur späten Aufklärung in Frankreich. Röhrscheid, Bonn 1973, ISBN 3-7928-0316-X (zugleich: Dissertation, Universität Heidelberg, 1970).
- mit Eberhard Schmitt (Hrsg.): Emmanuel Joseph Sieyès: Politische Schriften 1788 bis 1791. Oldenbourg, München 1975, 2. Auflage 1981.
- Bevölkerung und Gesellschaft Frankreichs im 18. Jahrhundert. Neue Wege und Ergebnisse der sozialhistorischen Forschung 1950–1976, in: Zeitschrift für Historische Forschung, Band 4, 1977, S. 154–221.
- Zu einer Sozialgeschichte der französischen Aufklärung. Ein Essay, in: Francia, Band 5, 1977, S. 231–249.
- Die Debatte um die französische Revolution in deutschen Neuerscheinungen, in: Zeitschrift für Historische Forschung, Band 5, 1978, S. 70–79. Online
- mit Eberhard Schmitt: Die Französische Revolution – Umbruch oder Kontinuität?, in: Zeitschrift für Historische Forschung, Band 7, 1980, S. 257–320 (Beitrag für das Internationale Bamberger Colloquium zur Französischen Revolution, Juni 1979).
- Mehr geschichtliches Verstehen durch Bildillustration? Kritische Überlegungen am Beispiel der Französischen Revolution, in: Francia, Band 13, 1985, S. 511–523.
- Bastillen in Deutschland? Gesellschaftliche Außenwirkungen der Französischen Revolution am Beispiel des Pariser Bastillesturms, in: Ralph Melville u. a. (Hrsg.): Deutschland und Europa in der Neuzeit. Festschrift für Karl Otmar Freiherr von Aretin zum 65. Geburtstag, Stuttgart 1988, S. 419–467.
- mit Klaus Herding (Hrsg.): Die Bildpublizistik der französischen Revolution, Frankfurt am Main 1989.
- Von der politisch-ideengeschichtlichen zur sozio-kulturellen Deutung der französischen Revolution. Deutschsprachiges Schrifttum 1946–1988, in: Geschichte und Gesellschaft, 15. Jahrgang 1989, S. 115–143.
- mit Hans-Jürgen Lüsebrink (Hrsg.): Die Bastille. Zur Symbolgeschichte von Herrschaft und Freiheit, Frankfurt am Main 1990.
- Probleme des kulturellen Transfers der Französischen Revolution in der deutschen Publizistik 1789–1799, in: Holger Böning (Hrsg.): Französische Revolution und deutsche Öffentlichkeit. Wandlungen in Presse und Alltagskultur am Ende des 18. Jahrhunderts, München 1992, S. 91–146.
- Französische Revolutionskultur in Mainz 1792–1801, in: Klaus Behrens (Hrsg.): Die Publizistik der Mainzer Jakobiner und ihrer Gegner. Revolutionäre und gegenrevolutionäre Proklamationen und Flugschriften aus der Zeit der Mainzer Republik (1792/93). Katalog zur Ausstellung der Stadt Mainz vom 14. März bis 18. April 1993, Mainz 1993, S. 11–51.
- Zwischen Deutschland und Frankreich. Georg Forster als Mittler der französischen Aufklärungs- und Revolutionskultur, in: Rolf Reichardt u. a. (Hrsg.): Weltbürger – Europäer – Deutscher – Franke. Georg Forster zum 200. Todestag, Mainz 1994, S. 225–245.
- mit Hans-Jürgen Lüsebrink (Hrsg.): Kauft schöne Bilder, Kupferstiche... Illustrierte Flugblätter und französisch-deutscher Kulturtransfer 1600–1830, Mainz 1996.
- mit Hans-Jürgen Lüsebrink (Hrsg.): Kulturtransfer im Epochenumbruch. Frankreich – Deutschland 1770–1815, 2 Bände, Leipzig 1997 (= Deutsch-französische Kulturbibliothek, 9).
- Das Blut der Freiheit. Französische Revolution und demokratische Kultur. Fischer, Frankfurt am Main 1998, 3. Auflage 2002, ISBN 3-596-60135-5.
- Die visualisierte Revolution, in: Georg Forster Studien 5, 2000.
- Kokarden, Freiheitsbäume, Societäten. Revolutionskultur am Rhein 1789–1815, in: Franz J. Felten (Hrsg.): Frankreich am Rhein – vom Mittelalter bis heute, Stuttgart 2009, S. 85–126.
- mit Christoph Danelzik-Brüggemann (Hrsg.): Bildgedächtnis eines welthistorischen Ereignisses. Die tableaux historiques de la Révolution française, Vandenhoeck und Ruprecht, Göttingen 2001.
- mit Hubertus Kohle: Visualizing the Revolution. Politics and Pictorial Arts in Late Eighteenth-Century France, London 2008.
- mit Pascal Dupuy: La caricature sous le signe des révolutions$dmutations et permanence (XVIIIe–XIXe siècles), Presses universitaires de Rouen et Havre, Mont-Saint-Aignan 2021, ISBN 979-10-240-1557-6.